# Anne de Montmorency
Anne de Montmorency, duc de Montmorency, francoski maršal, * 15. marec 1493, † 12. november 1567.